# Craterostigma lanceolatum
Craterostigma lanceolatum är en tvåhjärtbladig växtart som först beskrevs av Adolf Engler, och fick sitt nu gällande namn av Sidney Alfred Skan. Craterostigma lanceolatum ingår i släktet Craterostigma och familjen Linderniaceae. Inga underarter finns listade i Catalogue of Life.